# Хотько, Елена Георгиевна
Елена Георгиевна Хотько (бел. Алена Георгіеўна Хацько; 28 ноября 1928 год, деревня Вишнёвка — 1990 год) — колхозница, доярка колхоза «1 Мая» Слуцкого района Минской области, Белорусская ССР. Герой Социалистического Труда (1973).

## Биография
Родилась в 1928 году в крестьянской семье в деревне Вишнёвка. До начала войны обучалась в средней школе десятилетке. После освобождения Белоруссии от оккупации работала в Слуцке, потом возвратилась в родное село. С 1946 года трудилась полеводческом звене в колхозе «Пламя коммунизма». В 1952 году вышла замуж и переехала в деревню Ивановские Огородники, где устроилась на работу дояркой в колхозе «1 мая» Слуцкого района. В 1953 году ей доверили обслуживать группу коров. За высокие показатели в производстве молока была награждена Орденом «Знак Почёта» (1958) и Орденом Ленина (1966).
Стала первой дояркой-пятитысячницей в Слуцком районе. В 1972 году получила от каждой фуражной коровы 5003 килограмм молока и в 1973 году она получила по 5073 килограмм молока. Указом Президиума Верховного Совета СССР от 6 сентября 1973 года удостоена звания Героя Социалистического Труда с вручением ордена Ленина и золотой медали «Серп и Молот».
Участвовала в III Всесоюзном съезде колхозников в Москве.
Скончалась в 1990 году.
Память
В Слуцком районе утверждена ежегодная премия имени Елены Хотько, присуждаемая лицам, достигших высоких показателей в животноводстве.

## Награды
- Орден Ленина — дважды (1966; 1973)
- Орден «Знак Почёта» (1958)